# 24754 Zellyfry
24754 Zellyfry (tên chỉ định: 1992 UE6) là một Main-Belt Hành tinh vi hình. Nó được phát hiện bởi Tsutomu Hioki và Shuji Hayakawa ở Okutama, Tokyo, Nhật Bản, ngày 31 tháng 10 năm 1992. Nó được đặt theo tên a Japanese potato-and-okra dish similar to korokke.